# Navaly
Navaly (tamoul : நவாலி ; singhalais : නවලි), également translittéré en Navali, Navaaly ou Navaali, est un village situé dans le district de Jaffna et la province du Nord au Sri Lanka. Il se trouve à 8 km de la ville de Jaffna, dans le nord-ouest de la péninsule du même nom.
Le 9 juillet 1995, durant la guerre civile, l'église du village est bombardée par l'Armée de l'air sri-lankaise. L'explosion fait 125 morts et de nombreux blessés.